# Timele

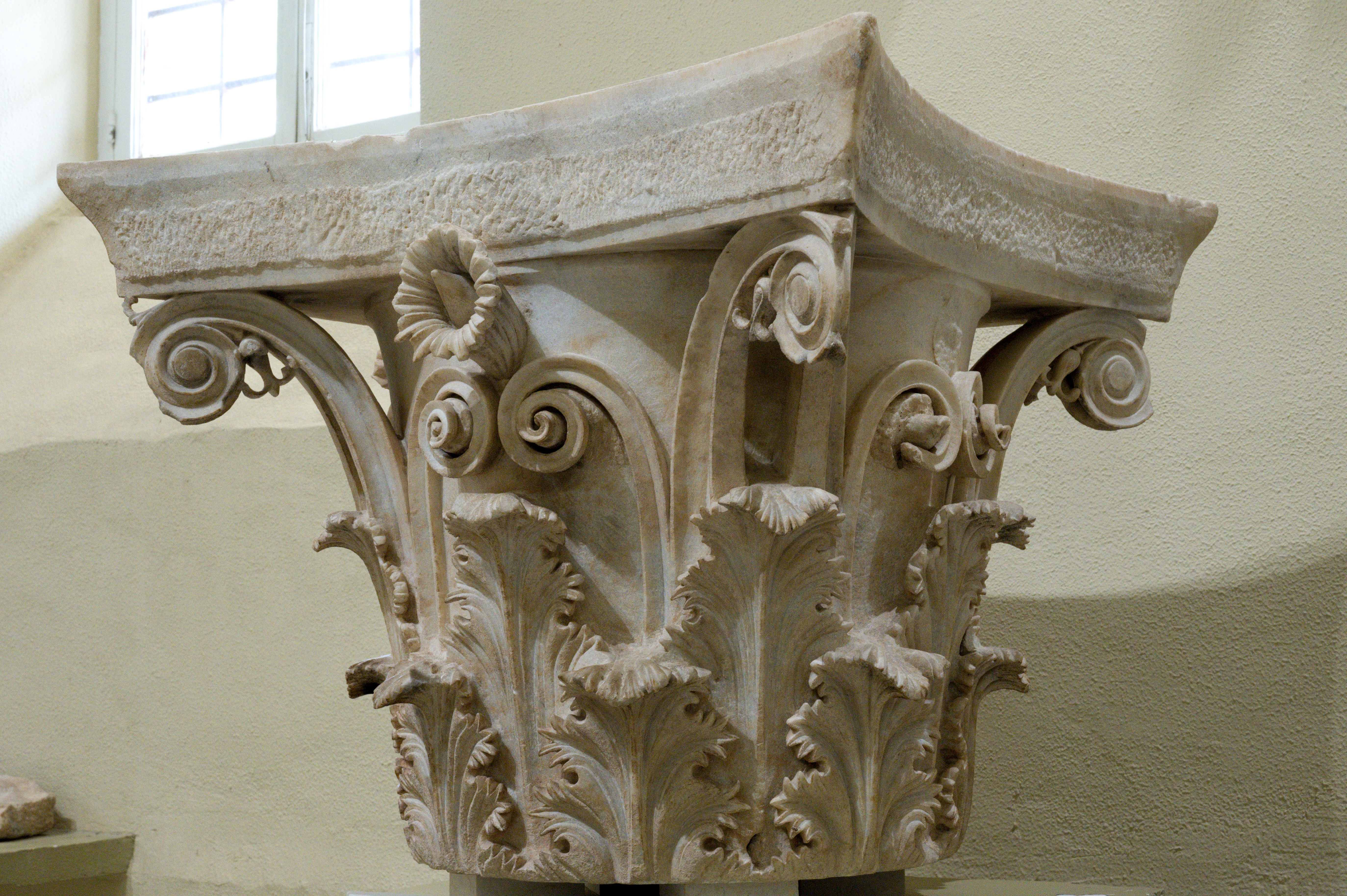
Capitel corintio de la Timele conservado en el Museo Arqueológico de Epidauro

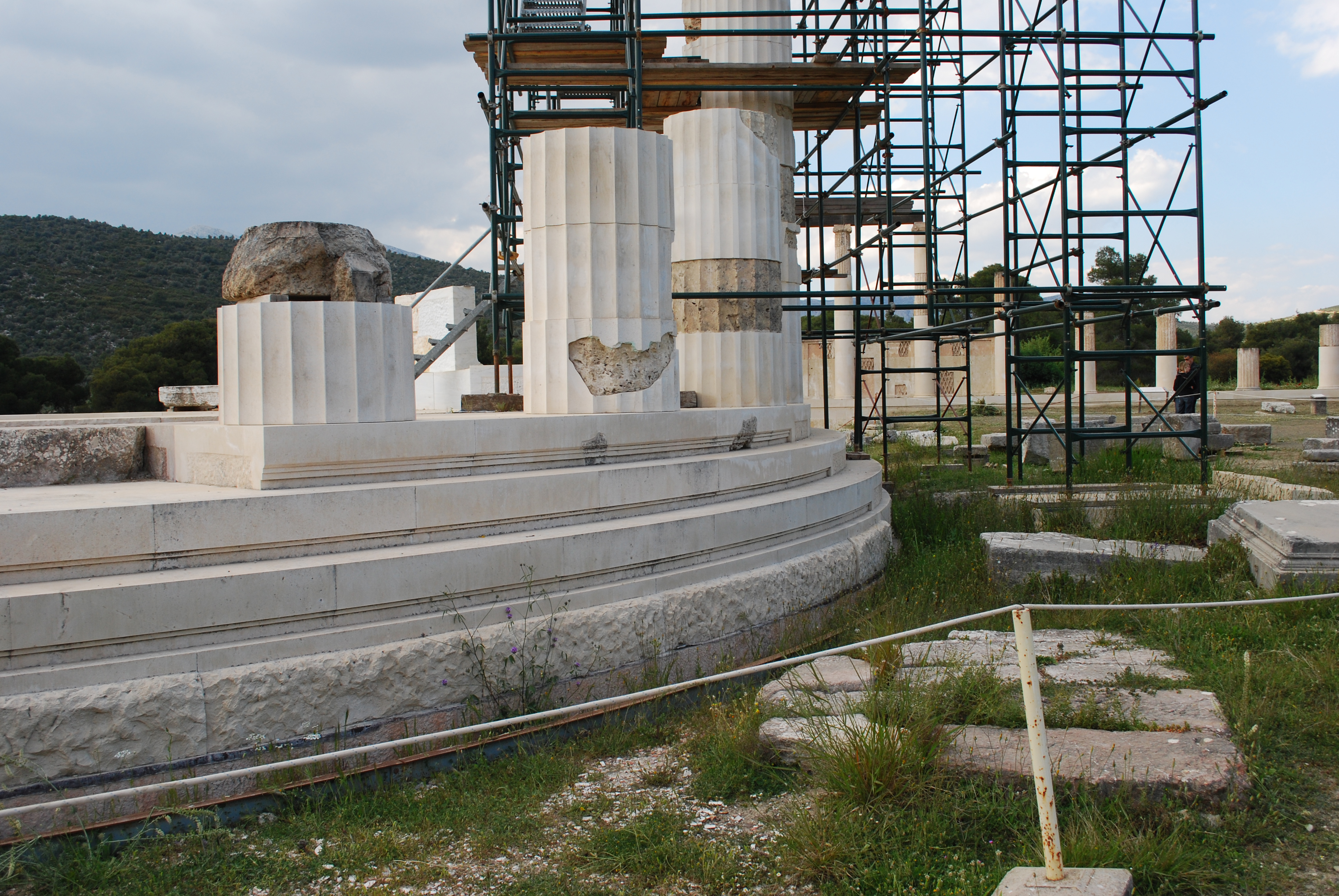
Obras de reconstrucción de la Timele

La Timele (en griego, Θυμέλη) es un templete griego erigido en el siglo IV a. C. en Epidauro, sede del importante Santuario de Asclepio. Se trata de un edificio de mármol de tipo tolos del que se han conservado algunos restos arquitectónicos, entre ellos la base circular y el sector subterráneo. 
El significado del nombre de Timele (Θυμέλη, que está relacionado con la palabra θύω: sacrificar) es un tipo de altar donde se realizaban sacrificios. El edificio fue construido entre 365 y 335 a. C. por Policleto el Joven.  Estaba estructurado en torno a tres anillos circulares concéntricos. El pórtico exterior constaba de una columnata de 26 columnas dóricas y en el interior de la cella se situaban 14 columnas corintias. En el Museo Arqueológico de Epidauro se conserva un capitel de una columna corintia. Su diámetro es de 21 m. Se calcula que su altura era de unos 12 m. Los muros estaban decorados con pinturas de Pausias (Eros tirando flechas, y Mete bebiendo de una fíala de cristal), mientras que la decoración arquitectónica en relieve era también rica, con vegetales, rosetones y cabezas de león en el friso exterior, grandes flores en el artesonado del techo, que contaba también con una acrotera de motivos vegetales. También la puerta estaba ricamente decorada. El piso estaba decorado con losas en forma de rombo blancas y negras, y en el centro una losa circular daba acceso al sótano. Este sector subterráneo estaba formado por pasillos circulares que se comunicaban entre sí, a través de un camino serpenteante, como si fuera un laberinto.
Pausanias indica que en el templo había estelas con los nombres de hombres y mujeres sanados por Asclepio, así como la enfermedad que padecían y el modo en que sanaron; otra donde se decía que Hipólito que según la mitología griega fue resucitado por Asclepio después de ser muerto ofrendó 20 caballos al dios.
Se cree que la estructura subterránea del edificio estaba relacionada con el culto ctónico que se le hacía a Asclepio.
La Timele sufrió daños en el terremoto del siglo VI y algunos de sus componentes fueron utilizados en construcciones de época bizantina. Posteriormente, sobre todo a partir del siglo XVIII, otros muchos elementos desaparecieron o fueron reutilizados. A partir de 1994 se está llevando a cabo una reconstrucción parcial del edificio.
En 2020 se anunció el descubrimiento de los restos de un edificio de la época arcaica construido en el mismo lugar y que también disponía de un espacio subterráneo. Este edificio que fue precursor de la Timele era de planta rectangular y se remonta aproximadamente al año 600 a. C.